# Glacier Dumont d'Urville
Pour les articles homonymes, voir Dumont d'Urville.
Le glacier Dumont d'Urville est un glacier des îles Kerguelen, dans les Terres australes et antarctiques françaises (TAAF). Il est nommé en l'honneur de l'explorateur Jules Dumont d'Urville.

## Géographie
Le glacier Dumont d'Urville est un glacier émissaire qui se détache du glacier Cook en direction du nord-est dans le val des Entrelacs. Ses eaux de fonte forment le lac Dumont d'Urville qui se déverse via un torrent dans la baie de la Marne, une ramification du golfe des Baleiniers dans l'océan Indien. Le glacier Dumont d'Urville est encadré par deux montagnes : vers le sud-est par l'Éperon qui émerge du glacier Cook à 690 mètres d'altitude et vers le nord-ouest par le Grand Téton qui culmine à 773 mètres d'altitude.